# St.-Nepomuk-Statue (Hausen)

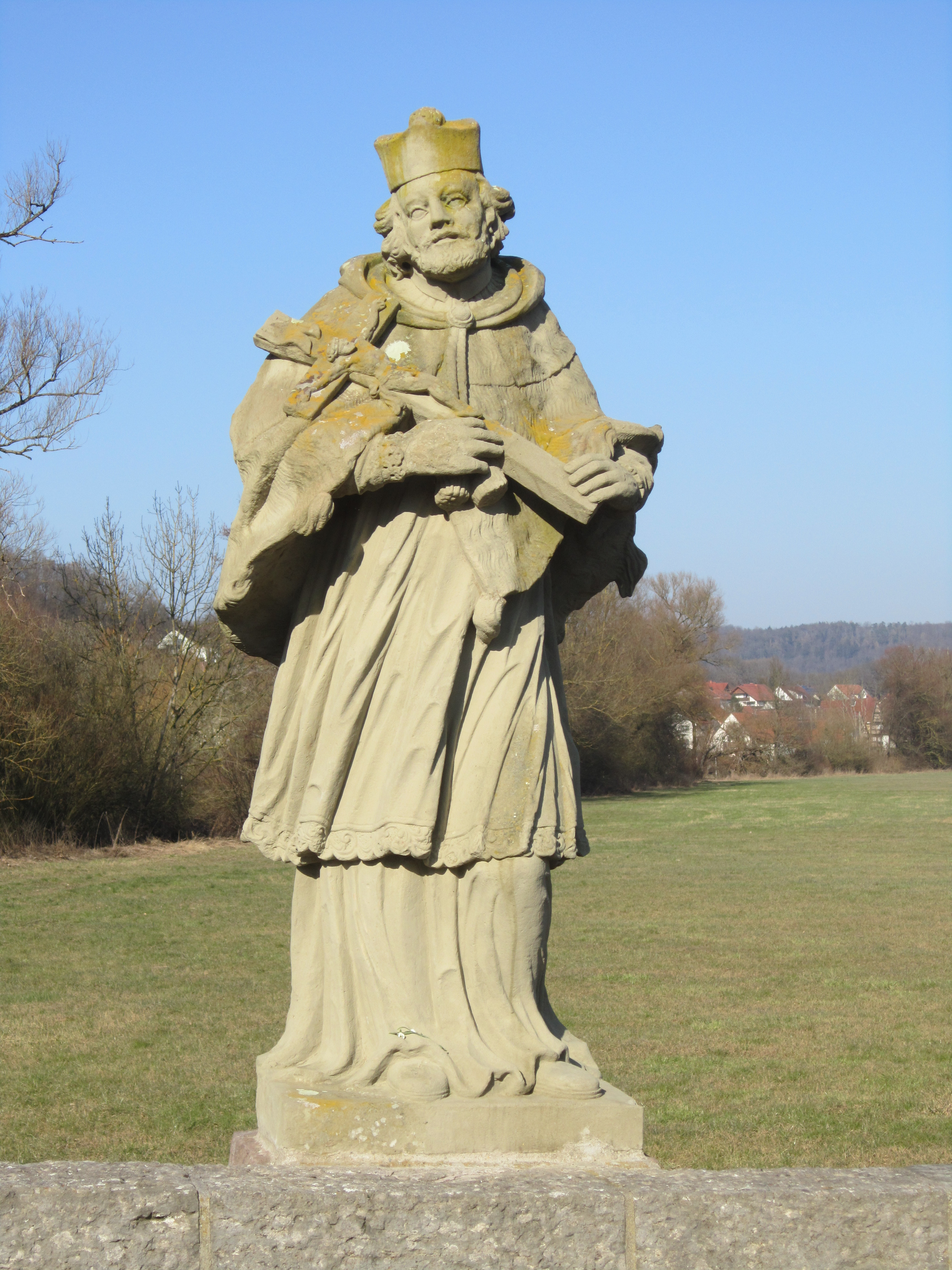
St.-Nepomuk-Statue in Hausen

Die St.-Nepomuk-Statue befindet sich in Hausen, einem Stadtteil von Bad Kissingen, der Großen Kreisstadt des unterfränkischen Landkreises Bad Kissingen. Sie gehört zu den Bad Kissinger Baudenkmälern und ist unter der Nummer D-6-72-114-195 in der Bayerischen Denkmalliste registriert.

## Geschichte
Die den hl. Johannes Nepomuk darstellende Statue entstand Ende des 18. Jahrhunderts und befindet sich vor der Auffahrt zur Klosterbrücke über die Fränkische Saale. Die Figur stand ursprünglich auf der Nordseite der Klosterbrücke; ihr gegenüber standen auf der südlichen Mauer der Brücke ein Bildstock mit Kreuzigungsgruppe und Marienfigur. Bei der Sprengung der Brücke im Rahmen des Zweiten Weltkrieges am 7. April 1945 stürzte der Bildstock in die Fränkische Saale. Der Bildstock wurde bisher nicht geborgen; die Marienstatue auf dem Bildstock müsste nach Einschätzung von Stadtheimatpfleger Werner Eberth trotz der Sprengung unbeschädigt sein. Die Brücke wurde wiederhergestellt; die Nepomuk-Statue konnte ausgebessert und an ihren heutigen Standort versetzt werden. Stadtheimatpfleger Werner Eberth konnte ein Gemälde ausfindig machen, auf dem die Statue und der Bildstock beide auf der Brücke zu sehen sind; Herkunft und Verbleib des Gemäldes waren jedoch nicht mehr zu ermitteln.
Der Sockel steht auf einem alten Brückenpfeiler. Inschriften am Denkmal fehlen. Die aus Sandstein bestehende Figur des Heiligen ist 1,70 m hoch.
Ein während des Zweiten Weltkrieges in Hausen einquartierter Wehrmachtssoldat soll im Jahr 1939 der St.Nepomuk-Statue den Hinterkopf abgeschossen haben und später beim Russlandfeldzug durch einen Kopfschuss gefallen sein. In einer anderen Variante dieser Überlieferung ist von einem Handschuss die Rede.
In den 1980er Jahren wurde das Denkmal restauriert.